# Sisyra punctata
Sisyra punctata is een insect uit de familie sponsvliegen (Sisyridae), die tot de orde netvleugeligen (Neuroptera) behoort. 
Sisyra punctata is voor het eerst wetenschappelijk beschreven door Banks in 1909.